# Luigi Bettarini
Luigi Bettarini (Portoferraio, 1790 – Livorno, 1850) è stato un architetto italiano.

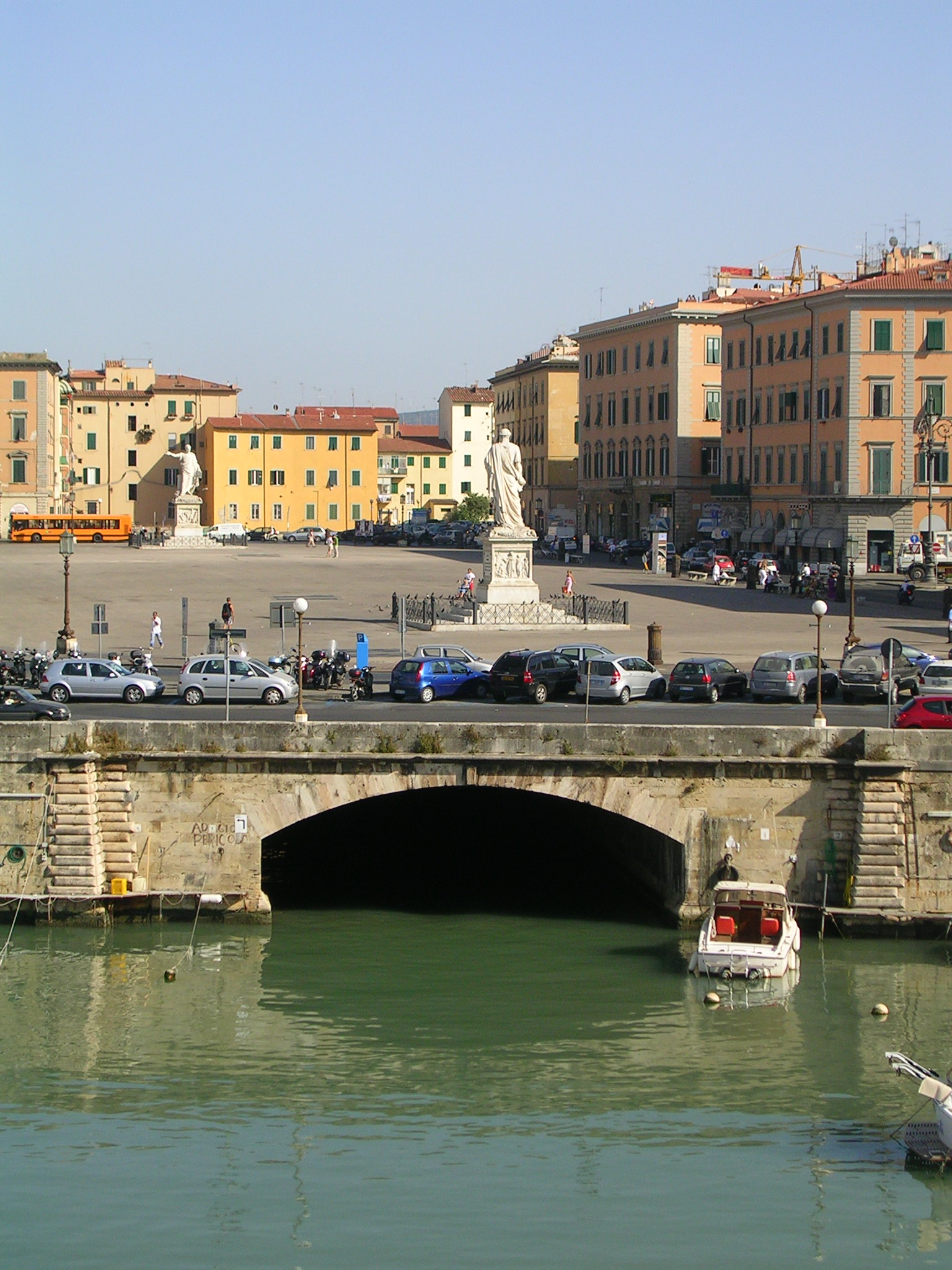
Piazza della Repubblica, a Livorno

Nel 1830, insieme a Luigi Bosi, collaborò al nuovo piano regolatore di Livorno.
Nel 1844 realizzò la grande copertura a volta del Fosso Reale (denominata Voltone) che costituisce l'attuale piazza della Repubblica e la rettifica del tracciato dei fossi stessi. Fu l'autore del Palazzo dell'Aquila Nera, del progetto del ponte di Santa Trinità (demolito negli anni trenta del XX secolo perché pericolante) e del ponte di San Benedetto.
Nel 1927 gli fu dedicata una parte degli scali Saffi.